# Helmut Gröttrup
Helmut Gröttrup   (Colònia, 12 de febrer de 1916 - Múnic, 4 de juliol de 1981) va ser un enginyer alemany, científic de coets i inventor de la targeta intel·ligent. Durant la Segona Guerra Mundial, va treballar en el programa de coets V-2 alemany sota la direcció de Wernher von Braun. De 1946 a 1950 va dirigir un grup de 170 científics alemanys que es van veure obligats a treballar per al programa de coets soviètic sota la direcció de Sergei Korolev. Després de tornar a Alemanya Occidental el desembre de 1953, va desenvolupar sistemes de processament de dades, va contribuir a les primeres aplicacions comercials de la informàtica i va encunyar el terme alemany "Informatik". L'any 1967 Gröttrup va inventar la targeta intel·ligent com una "clau a prova de falsificació" per a la identificació segura i el control d'accés (targeta d'identitat) o com emmagatzematge d'una clau segura, incloent també l'acoblament inductiu per a la comunicació de camp proper (NFC). Des de 1970 va dirigir una divisió inicial de Giesecke+Devrient per al desenvolupament de sistemes de processament de bitllets i funcions de seguretat llegibles per màquina.

## Biografia
El pare d'Helmut Gröttrup, Johann Gröttrup (1881 – 1940), va ser enginyer mecànic. Va treballar a temps complet al Bund der technischen Angestellten und Beamten (Butab), una federació de personal tècnic i funcionaris del sindicat socialdemòcrata de Berlín. La seva mare Thérèse Gröttrup (1894 – 1981), nascuda Elsen, va ser activa en el moviment per la pau. Johann Gröttrup va perdre la feina l'any 1933 quan el Partit Nazi va arribar al poder.
De 1935 a 1939 Helmut Gröttrup va estudiar física aplicada a la Universitat Tècnica de Berlín i va fer la seva tesi amb el professor Hans Geiger, coinventor del comptador Geiger. També va treballar per al laboratori d'investigació de Manfred von Ardenne, Forschungslaboratorium für Elektronenphysik .

## Programa de coets alemany
Des de desembre de 1939, Helmut Gröttrup va treballar en el programa de coets V-2 alemany al Centre d'Investigació de l'Exèrcit de Peenemünde amb Walter Dornberger i Wernher von Braun. El desembre de 1940, va ser nomenat cap de departament sota Ernst Steinhoff per desenvolupar sistemes de guia i control remots.
Des de l'octubre de 1943 Gröttrup estava sota vigilància SD. Un informe deia que ell, la seva dona Irmgard, Wernher von Braun i el seu col·lega Klaus Riedel es deia que un vespre van expressar lamentacions a la casa d'un enginyer perquè no estaven treballant en una nau espacial i que sentien que la guerra no anava bé; això es considerava una actitud "derrotista". Una jove dentista que era una espia de les SS va informar dels seus comentaris. :38–40Combinat amb les falses acusacions de Himmler que eren simpatitzants comunistes i havien intentat sabotejar el programa V-2, la Gestapo els va detenir el 21 de març de 1944 i els va portar a una cel·la de la Gestapo a Stettin (ara Szczecin, Polònia). ), on van estar retinguts durant dues setmanes sense conèixer els càrrecs que els imputen. Walter Dornberger i el major Hans Georg Klamroth, representant de la contraintel·ligència a Peenemünde, van obtenir la seva llibertat condicional perquè el programa V-2 pogués continuar.

## Programa de coets soviètics
Després de la Segona Guerra Mundial, Gröttrup es va negar a unir-se a Wernher von Braun que va contractar el desenvolupament de míssils nord-americans juntament amb 120 especialistes d'alt nivell de Peenemünde. Això va ser perquè els membres de la família van haver de quedar-se a Alemanya. En canvi, el setembre de 1945, Gröttrup va decidir treballar per a la reconstrucció i fabricació dels coets V-2 com a cap del Büro Gröttrup a Bleicherode a Turíngia dins la Zona d'Ocupació Soviètica. Encara que la majoria dels especialistes en coets van ser retinguts pels EUA a Alemanya Occidental, va poder atraure científics destacats per treballar a Bleicherode, entre ells Kurt Magnus, Werner Albring, Johannes Hoch, Waldemar Wolff per reconstruir els documents de desenvolupament del coet V-2. i millorar el sistema de control basat en giroscopi per al sistema de navegació inercial. El març de 1946, va ser nomenat cap alemany de l'Institut Nordhausen i, el maig de 1946, director general de la Zentralwerke que ocupava més de 5.000 empleats per a la fabricació dels coets V-2 i incloïa proveïdors de l'anterior Mittelwerk, V. -2 llocs de proves i Institut Berlín per a la reconstrucció del míssil terra-aire Wasserfall. :p. 92-101Gröttrup va treballar sota la supervisió de Sergei Korolev i Boris Chertok que van informar al govern militar soviètic del major general Lev Gaidukov i Dmitry Ustinov, el ministre d'Armaments.
Durant la nit del 22 d'octubre de 1946, un grup seleccionat d'uns 200 científics i enginyers alemanys -a més d'equips- de la Zentralwerke van ser traslladats de manera inesperada i forçada (a punta de pistola) a l'URSS com a part de l'operació Osoaviakhim amb 92 trens amb més de 2.300 alemanys. especialistes incloent altres dominis de la tecnologia alemanya. Des de 1946 fins al setembre de 1950, Gröttrup va dirigir els més de 170 especialistes alemanys que treballaven a Podlipki a la secció nord-est de Moscou com a part del NII-88 de Korolev i a la branca 1 del NII-88 a l' illa de Gorodomlya al llac Seliger. L'equip alemany va ser supervisat indirectament per Sergei Korolev, el "dissenyador en cap" del programa de coets soviètic . El setembre de 1950, Gröttrup va ser donat de baixa com a cap de l'equip alemany perquè es va negar a continuar treballant en altres projectes soviètics, i va ser substituït per Johannes Hoch i més tard Waldemar Wolff. :pp. 220-223
El 1947-48, Gröttrup i el seu equip van ajudar Korolev amb el projecte R-1, una recreació del míssil V-2 utilitzant la fabricació i els materials russos. A Kapustin Yar, va ajudar a Korolev a supervisar el llançament de 20 coets V-2 reconstruïts ia analitzar les causes de la fallada . L'octubre de 1947 ho van aconseguir per primera vegada. Com a comprovació de la realitat de les propostes de míssils de Korolev, l'oficial Dmitriy Ustinov va demanar a Gröttrup i al seu petit equip que dissenyessin diversos sistemes de míssils millorats, inclosos els R-10 (G-1), R-12 (G-2), el R -14 (G-4), i l'R-15 (G-5) que era similar al míssil de llarg abast A9/A10 que von Braun va dissenyar durant la guerra. Cap d'aquests projectes va passar més enllà de l'etapa de disseny. No obstant això, el treball teòric dels científics alemanys va proposar solucions millorades a causa de la manca de material, i les noves idees van contribuir significativament a l'èxit posterior del programa espacial soviètic. Algunes idees es van incorporar als sistemes de míssils R-2 i R-5. El llançador del vol orbital de l'Sputnik 1 l'octubre de 1957 es basava en l'R-7 Semyorka amb un paquet (empaquetament) d'un total de 20 motors amb cossos de coets cònics, tal com ja van proposar els científics alemanys el 1949 a Gorodomlja. Per raons polítiques, però, les contribucions fetes pel col·lectiu alemany de científics de coets al desenvolupament de míssils soviètics han estat considerades insignificants pel públic a l'est i a l'oest.

## Retorn a Alemanya
Per motius de secret, als especialistes alemanys no se'ls va permetre treballar en tecnologies de míssils importants després de 1951, però es van mantenir a l'URSS durant un període de "reflexió" d'1,5 anys perquè no poguessin donar informació oportuna a la intel·ligència britànica o a la intel·ligència nord-americana. La majoria del grup Gorodomlya va ser alliberat el juny de 1952. Fritz Karl Preikschat, que va dirigir el laboratori d'alta freqüència sota Gröttrup entre 1946 i 1952 a l'illa de Gorodomlya, i diversos altres especialistes van arribar a Alemanya Occidental, i van ser interrogats com a "desertors" per la CIA i l'MI6 (com a part de l'operació "Dragon". Return" al programa de coets soviètic.
Per motius de secret, als especialistes alemanys no se'ls va permetre treballar en tecnologies de míssils importants després de 1951, però es van mantenir a l'URSS durant un període de "reflexió" d'1,5 anys perquè no poguessin donar informació oportuna a la intel·ligència britànica o a la intel·ligència nord-americana. La majoria del grup Gorodomlya va ser alliberat el juny de 1952. Fritz Karl Preikschat, que va dirigir el laboratori d'alta freqüència sota Gröttrup entre 1946 i 1952 a l'illa de Gorodomlya, i diversos altres especialistes van arribar a Alemanya Occidental, i van ser interrogats com a "desertors" per la CIA i l'MI6 (com a part de l'operació "Dragon". Return" al programa de coets soviètic.
Gröttrup i vint científics alemanys més (entre ells Kurt Magnus, Karl-Joachim Umpfenbach) es van mantenir fins al novembre de 1953, basats en els seus coneixements i les preocupacions soviètiques que es traslladarien a Alemanya Occidental. Gröttrup i la seva família van tornar a Alemanya de l'Est el 22 de novembre de 1953, entre l'últim grup de l'illa de Gorodomlya, i, en dues setmanes, van escapar a Colònia a Alemanya Occidental amb el suport de la intel·ligència britànica i nord-americana. En els interrogatoris va informar els detalls dels estudis alemanys i els conceptes dels míssils de llarg abast R-12 (G-2), R-14 (G-4). L'MI6 el va qualificar com "el millor informat" dels retornats alemanys de Gorodomlya i que va proporcionar "indicacions útils sobre desenvolupaments russos paral·lels", :p. 224-225fets que Korolev va demostrar finalment en posar en òrbita amb èxit el satèl·lit Sputnik 1, amb el llançament del novembre de 1957.
Posteriorment, es va negar a treballar per al programa de míssils nord-americà i, fet pel que va ser acomiadat juntament amb la seva família.

## Invenció de la targeta intel·ligent
De 1954 a 1958, Gröttrup va treballar per a Standard Elektrik Lorenz a Pforzheim. Va participar en el desenvolupament de l'ER56, el primer sistema de processament de dades totalment transistoritzat a Alemanya. Amb això, va instal·lar una de les primeres aplicacions comercials de tractament de dades per a la gestió de la logística del negoci de comandes per correu de Quelle . El 1956, ell i l'informàtic alemany Karl Steinbuch van encunyar la paraula Informatik quan van desenvolupar l' Informak-Anlage per a la gestió de comandes per correu de Quelle, una de les primeres aplicacions comercials de processament de dades. El 1959, es va incorporar a l'empresa Produktograph de Joseph Mayr, que més tard va ser assumida per Siemens &amp; Halske, per a l'adquisició i el seguiment de dades de producció. El 1965, va formar una empresa anomenada DATEGE en la indústria del processament de dades. El febrer de 1966, va presentar la sol·licitud de patent "Identification Switch" per alliberar un procés de compra en una benzinera.
El febrer de 1967, Gröttrup va presentar la idea d'incorporar un xip circuit integrat en un suport de plàstic i va presentar la patent DE1574074 a Alemanya Occidental per a un interruptor d'identificació a prova de manipulacions basat en un dispositiu semiconductor. En una aplicació paral·lela DE1574075 va descriure la comunicació sense contacte mitjançant acoblament inductiu que es va convertir en la base de la tecnologia de comunicació de camp proper (NFC) i identificació per radiofreqüència (RFID). L' Oficina alemanya de patents i marques ha reconegut aquestes sol·licituds de patent com la invenció de la targeta intel·ligent. L'ús principal de la invenció pretenia proporcionar identificació mitjançant claus individuals protegides contra còpies per alliberar el procés de compra a gasolineres sense dependents o aplicacions de targeta d'identificació. El setembre de 1968, Gröttrup, juntament amb Jürgen Dethloff com a inversor, van presentar noves patents per a aquest interruptor d'identificació, primer a Àustria i el 1969 com a aplicacions posteriors a Alemanya Occidental (DE1945777), i US3678250 ), Gran Bretanya (GB1317915 i GB1318850 ) i altres països.

## Tractament de bitllets
El 1970, Giesecke & Devrient (G&D) es va fer càrrec de DATEGE i va fundar la Gesellschaft für Automation und Organization (GAO) . Gröttrup va ser el director gerent encarregat de desenvolupar funcions de seguretat llegibles per màquina per evitar diners falsificats juntament amb sistemes de processament de bitllets mig i totalment automatitzats (com ISS 300 i ISS/BPS 3000). La divisió de processament de bitllets (des de l'abril de 2018 G+D Currency Technology ) s'ha convertit en el líder del mercat mundial d'equips de processament de bitllets des de mitjans de la dècada de 1990 i ha desenvolupat sistemes d'inspecció de bitllets únics per a empreses d'impressió de bitllets. El 1979, G&D va presentar la primera targeta intel·ligent que més tard es va convertir en el producte bàsic de G+D Mobile Security. Gröttrup es va jubilar el 1980.

## Galeria d'imatges

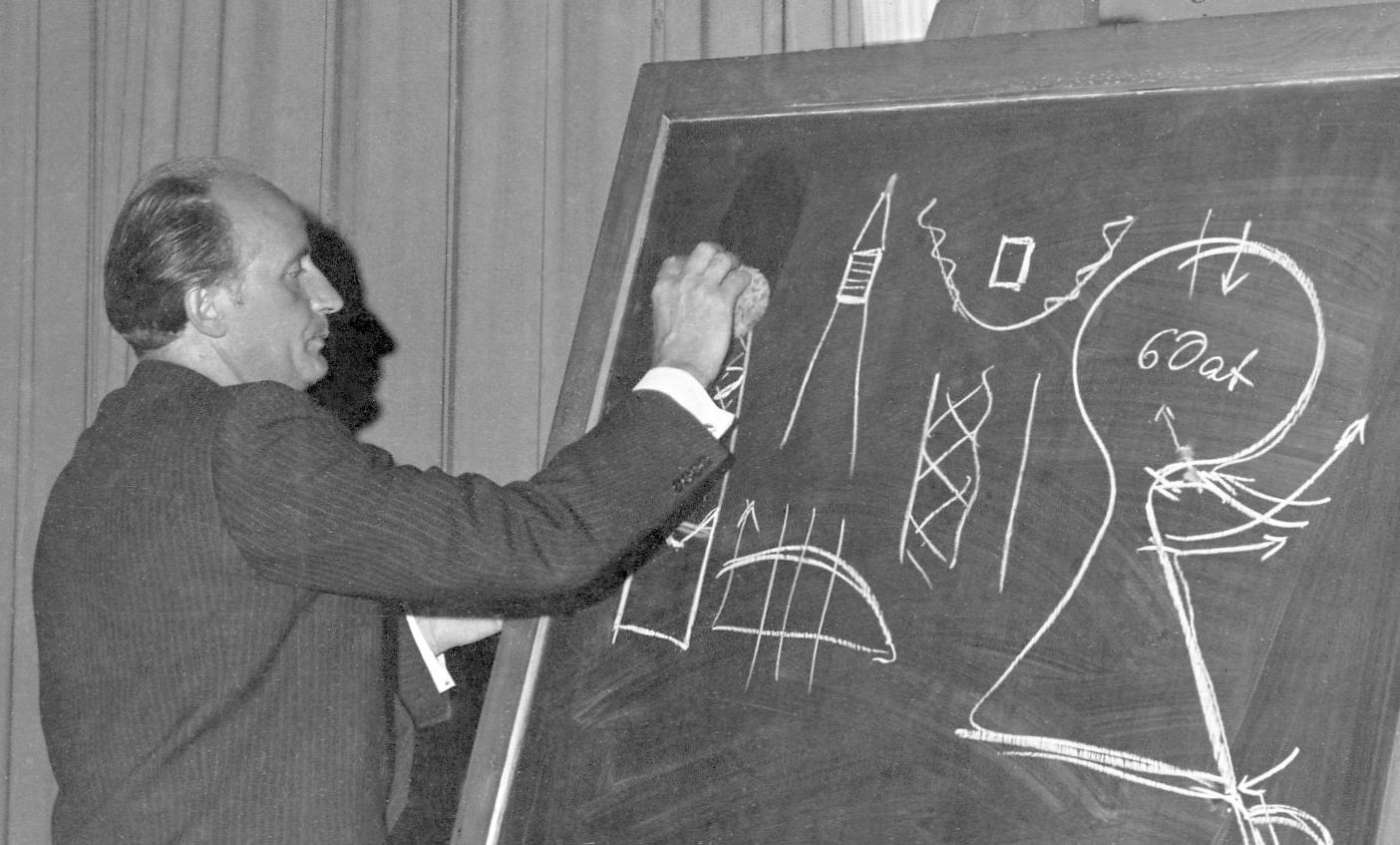
Helmut Gröttrup explicant els principis bàsics dels coets (1958)
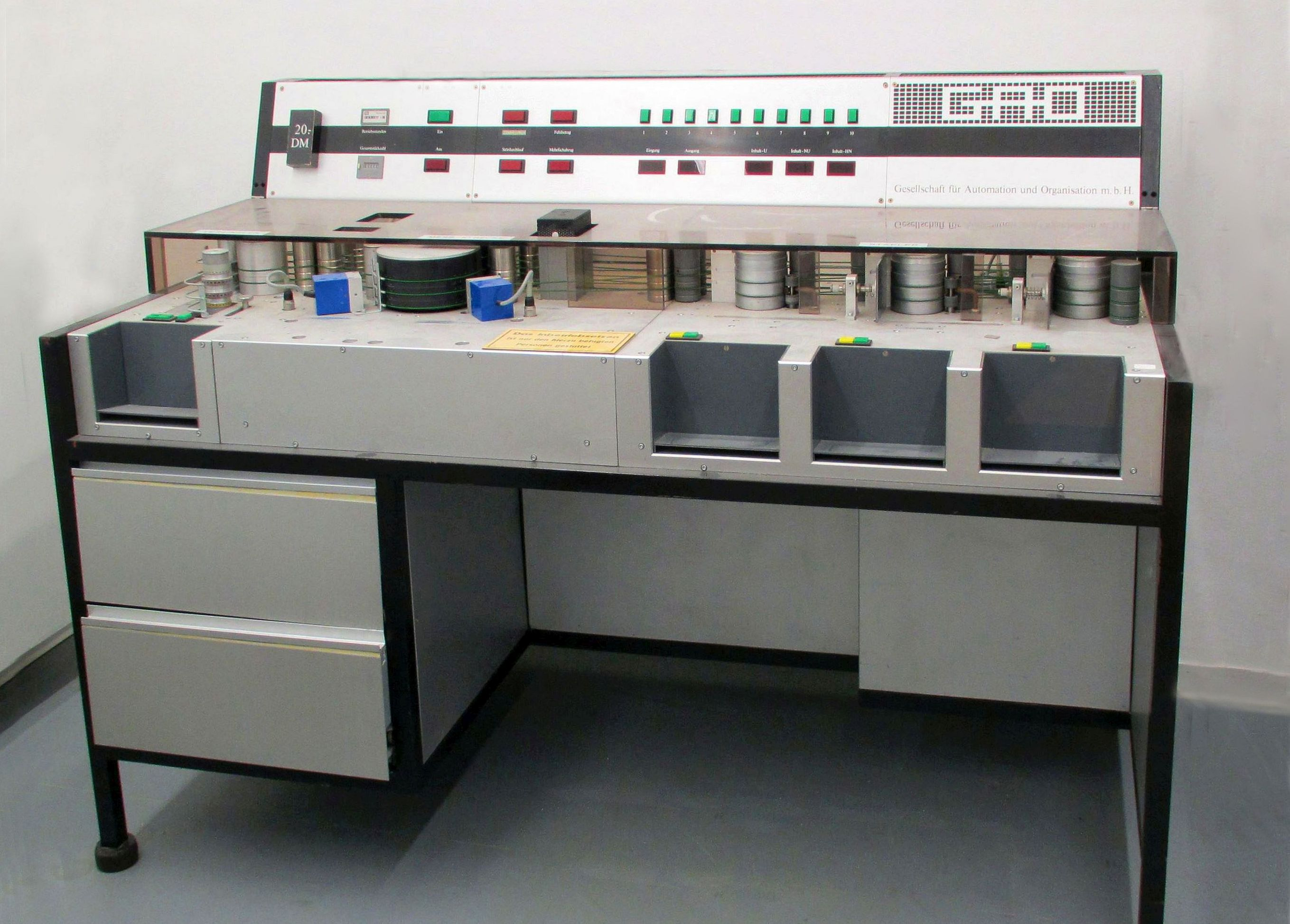
Prototip funcional primer sistema de processament del preu de Giesecke & Devrient ISS 300 (1974)
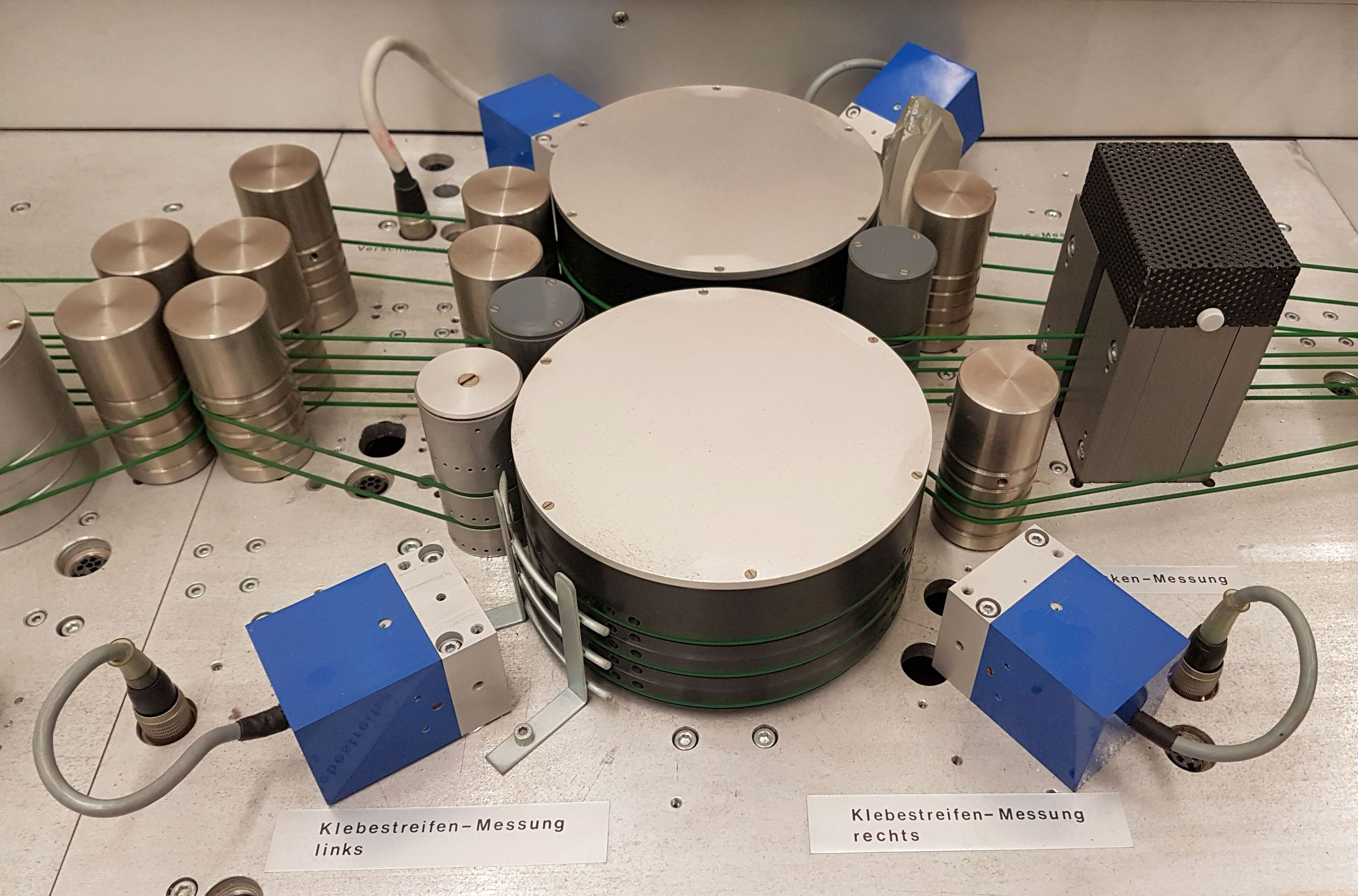
Secció del sensor del prototip ISS 300 (1974)
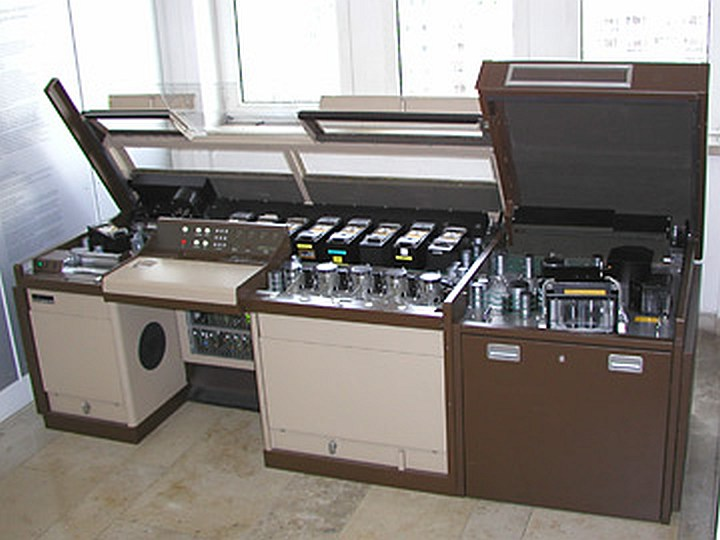
Sistema de processament de PS ISS 300 exposat alMuseu Alemanyde Munic (1986)
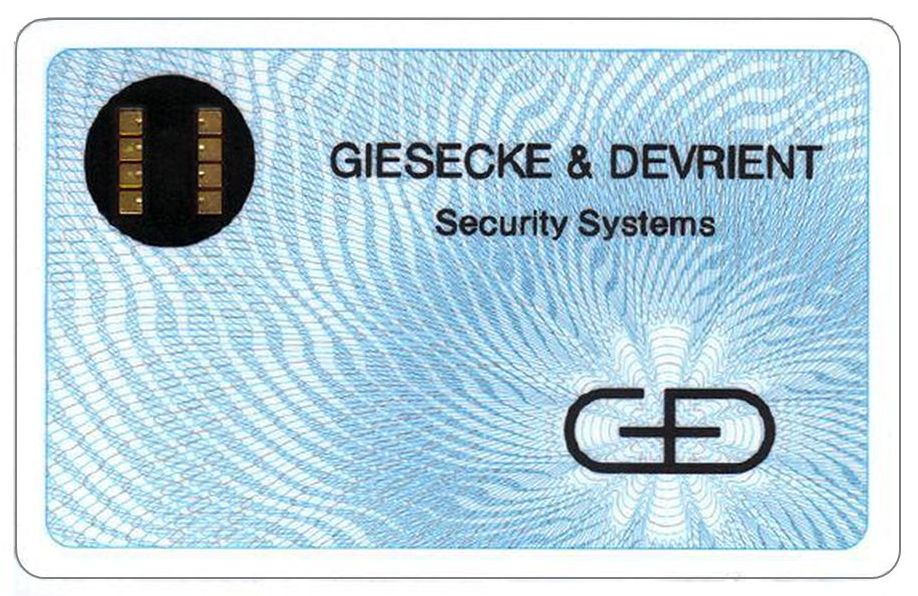
Primera targeta intel·ligent fabricada per Giesecke & Devrient l'any 1979

## Publicacions
- Gröttrup, Helmut (PDF) (en alemany) Raketentechnik und Raumfahrtforschung, 1958, 2, pàg. 58-62 [Consulta: 24 novembre 2023].
- Gröttrup, Helmut. Über Raketen. Eine allgemeinverständliche Einführung in Physik und Technik der Rakete (en alemany).  Berlin: Ullstein, 1959.
- Gröttrup, Irmgard. Die Besessenen und die Mächtigen. Im Schatten der roten Rakete (en anglès).  Londres: André Deutsch, 1959.
- Gröttrup, Helmut. Die automatisierte Entscheidung. Aspekte der Automatisierung von Verwaltungsvorgängen (en alemany). 21.  Berlin: Springer, 1968, p. 1107–1129 (Studium Generale).